# Callistethus plagiicollis
Callistethus plagiicollis är en skalbaggsart som beskrevs av Leon Fairmaire 1886. Callistethus plagiicollis ingår i släktet Callistethus och familjen Rutelidae.

## Underarter
Arten delas in i följande underarter:
- C. p. ishidai
- C. p. impicta